# Chelonus pygmaeus
Chelonus pygmaeus är en stekelart som beskrevs av Henry Lorenz Viereck 1925. Chelonus pygmaeus ingår i släktet Chelonus och familjen bracksteklar. Inga underarter finns listade i Catalogue of Life.